# Andrija Anišić
Andrija Anišić (Hrvatski Majur kod Subotice, 24. rujna 1957.) je bački hrvatski svećenik, esejist i novinar.

## Životopis
Rođen 1957. na Hrvatskom Majuru. 
Srednju školu je pohađao u Subotici, biskupijsku klasičnu gimnaziju Paulinum.
Akademske godine 1977./78. upisao je studij bogoslovlja na Filozofsko-teološkom institutu Družbe Isusove u Zagrebu. Diplomirao 1984. i iste godine zaredio se za svećenika. Za svećenika se zaredio 18. ožujka 1984. u Subotici u katedralnoj bazilici Svete Terezije Avilske, a zaredio ga je biskup Matija Zvekanović. Godinu dana je kao svećenik bio prefektom sjemeništa „Paulinum“ te tajnik Subotičke biskupije. Od 1994. godine župnik u subotičkoj župi sv. Roka u Keru. U isto vrijem uređivao je katolički list Zvonik od 1994. do 2007. godine. Od 1994. godine predaje moralno bogoslovlje na Teološko-katehetskom institutu Subotičke biskupije.
U Zagrebu je 24. rujna 2007. magistrirao moralnu teologiju na Katoličkome bogoslovnom fakultetu, a na temu djela Ivana Antunovića. Naslov rada je Bračni i obiteljski moral u djelima Ivana Antunovića – Bog s čoviekom na zemlji i Čovik s Bogom u svojim molba i prošnja. Na istom fakultetu je 23. travnja 2013. godine obranio je doktorsku disertaciju pod naslovom Vjersko – moralna obnova braka i obitelji – model opstanka i napretka naroda u djelima Ivana Antunovića. Mentor je bio prof. dr. sc. Stjepan Baloban iz područja moralne teologije, a uža specijalizacija: bračni i obiteljski moral.
Godine 2009. objavio je prvu knjigu. Knjigu je objavio Katolički institut za kulturu, povijest i duhovnost „Ivan Antunović“. Naslov knjige je „Moliti i ljubiti“. Godine 2013. godine objavljena mu je druga knjiga, njegova doktorska disertacija.
Predsjednik Udruge bunjevačkih Hrvata "Dužijanca" koja od 2014. organizira Dužijancu.

## Novinarski rad
Pisao je članke još dok je bio u gimnaziji, s čime je nastavio i na studiju.
Bio je članom je uredništva listova Bačko klasje i kalendara Subotičke Danice od svog zaređenja.
Radio je kao urednik u katoličkom časopisu Zvonik, kojeg je uređivao od osnutka do svibnja 2007., a poslije toga je ostao u uredništvu, a redovno piše članke za taj časopis. Pročelnik je i izdavača tog časopisa, odnosno izdavačkoga odjela Katoličkog instituta za kulturu, povijest i duhovnost "Ivan Antunović".
Dopisnik je Informativne katoličke agencije i zagrebačkog katoličkog tjednika Glasa Koncila.
Član je Hrvatskog društva katoličkih novinara.

## Djela
- Moliti i ljubiti, knjiga eseja, 2009. (knjiga članak objavljenih u Subotičkoj Danici)

## Nagrade i priznanja
2000. je godine za svoje urednikovanje dobio Antušovu nagradu, prestižnu nagradu Hrvata u Vojvodini.